# Bauladu
Bauladu är en ort och kommun i provinsen Oristano i regionen Sardinien i Italien. Kommunen hade 677 invånare (2017).